# Minsuchar-Gletscher
Der Minsuchar-Gletscher (bulgarisch ледник Минзухар lednik Minsuchar) ist ein 6,5 km langer und 3 km breiter Gletscher an der Oskar-II.-Küste des Grahamlands auf der Antarktischen Halbinsel. Er fließt von den südöstlichen Hängen des Forbidden Plateau in südöstlicher Richtung zwischen dem Metlichina Ridge und dem Jordanow-Nunatak zur Borima Bay, die er nördlich des Furen Point erreicht.
Britische Wissenschaftler kartierten ihn 1976. Die bulgarische Kommission für Antarktische Geographische Namen benannte ihn 2012 nach der Ortschaft Minsuchar im Süden Bulgariens.